# Lactarius salicis-reticulatae
Lactarius salicis-reticulatae é um fungo que pertence ao gênero de cogumelos Lactarius na ordem Russulales. Encontrado na Europa, foi descrito cientificamente pelo micologista francês Robert Kühner em 1975.